# Adventskind
Adventskind ist ein 90-minütiges Spielfilm-Special der deutschen Arztserie In aller Freundschaft – Die jungen Ärzte aus dem Jahr 2021 unter der Regie von Franziska Jahn.

## Handlung
Julia Berger, Ben Ahlbeck und Elias Bähr sind während der Biathlon-Junioren-WM in Oberhof als Ärzte im Einsatz. Julia lernt dabei Klara Wegner kennen, die beste Aussichten auf eine Medaille hat. Sie wird von ihrem Vater Dominik trainiert, der sich ein wenig Sorgen macht, weil sie eine Verletzung an der Hand hat. Ihre Mutter Silke ist in Erfurt geblieben und trifft sich auf dem Weihnachtsmarkt mit ihrer Schwester Christine Schremmer und deren Freund Olli Neumann. Dr. Leyla Sherbaz und Dr. Matteo Moreau bummeln auch über den Markt, als sie Zeuge werden, wie Silke Wegner während eines epileptischen Anfall zusammenbricht. Die beiden leisten erste Hilfe und bringen sie ins Johannes-Thal-Klinikum. Christine telefoniert mit Dominik, erzählt ihm aber nichts von dem Vorfall. Sie möchte nur, dass ein Brief, den sie an Klara geschrieben hat, dieser übergeben wird. Sie ist nämlich die leibliche Mutter von Klara und versucht ihrer Tochter darin zu erklären, weshalb sie nicht bei ihr, sondern bei ihrer Schwester aufgewachsen ist, die sie mit ihrem Mann im Alter von zwei Jahren adoptiert hat. Als sie danach Silke im Krankenhaus besucht, erwähnt sie den Brief auch und versichert ihrer Schwester, dass sie ihr Alkoholproblem im Griff habe und seit sechs Jahren trocken sei.
Die Untersuchung im Krankenhaus hat ergeben, dass Silke ein Aneurysma im Kopf hat und operiert werden muss. Sie bittet die Ärzte aber um einen Aufschub, da sie noch das Rennen ihrer Tochter am nächsten Tag mitverfolgen will. Klara hat in ihrem ersten Rennen den zweiten Platz belegt und ist außer sich vor Freude. Als sich die ganze Familie am Abend zu Hause trifft, streiten sich Silke und Dominik darüber, wann sie Klara die Wahrheit über ihre Herkunft sagen wollen und kommen überein, das erst nach dem weiteren Rennen tun zu wollen. Sodann gesteht Silke ihrem Mann, dass sie im Krankenhaus gewesen sei, wobei man ein Aneurysma bei ihr diagnostiziert habe. Klara findet indes unter ihren Fanbriefen ein Schreiben von Christine, das sie verwirrt, da sie deren Worte nicht zuordnen kann. Am nächsten Morgen vor dem Rennen trifft Klara auf Christine und äußert dieser gegenüber, dass ein solcher Fanbrief mit Foto schon ein wenig komisch sei. Christine stellt wenig später Silke und Dominik zur Rede, schon wissend, dass diese Klara nie die Wahrheit gesagt haben. Klara bekommt während des Rennens die Worte von Christine nicht mehr aus dem Kopf und bricht dieses unvermittelt ab. Sie konfrontiert ihre Eltern mit ihrem Verdacht und will von ihnen wissen, wer Christine wirklich ist. Ihre Adoptivmutter sagt ihr nun endlich die Wahrheit, dass Christine ihre große Schwester und Klaras leibliche Mutter sei. Weil Silke wieder starke Kopfschmerzen bekommen hat, entschließt sie sich sodann, sofort ins Krankenhaus zurückzukehren.
Klara muss den Kopf freibekommen und läuft deshalb ganz alleine durch die Gegend. Schließlich landet sie im Zelt der Notärzte Julia, Ben und Elias. Das umfangreiche Equipment, das die Ärzte dabei haben, verhindert, dass sie alle gemeinsam in einem Wagen fahren können. Klara schlägt vor, dass zwei von ihnen mit ihnen fahren könnten, sie müsse nur noch ihren Trainer fragen. Unterwegs nimmt Dominik eine Abkürzung über eine schmale Seitenstraße. Er versucht mit Klara über die Situation zu sprechen, was Emotionen auf beiden Seiten freisetzt und Dominik unaufmerksam sein lässt, was dazu führt, dass er die Kontrolle über den Wagen verliert, der einen Abhang hinunterstürzt. Dominik verletzt sich dabei am Arm, die anderen Insassen scheinen unverletzt zu sein. Sie können aber niemanden verständigen, da sie keinen Handyempfang haben. Julia ist inzwischen in Erfurt angekommen und macht sich Sorgen, weil sie weder Ben noch Elias erreichen kann. Klara geht es unvermittelt schlechter, Dominik und Elias machen sich auf den Weg, um Hilfe zu holen. Ben untersucht Klara unterdessen, als sie plötzlich ohnmächtig wird. Auch Silke macht sich Sorgen, weil sie Dominik und Klara nicht erreichen kann. Sie bittet Christine, im Haus der Familie nachzusehen. Ben musste indes bei Klara mittels einer Spritze ins Herz eine Herzbeuteltamponade vornehmen.
Julia, die am vereinbarten Treffpunkt immer noch niemanden der anderen angetroffen hat, verständigt daraufhin die Bergwacht. Silke wiederum hält es nicht mehr im Krankenhaus aus, sie  will sich selbst auf die Suche nach Kind und Mann machen. Dr. Moreau und der Assistenzarzt Mikko Rantala wiederum sind auf der Suche nach Silke. Unterwegs stößt auch Christine zu ihnen. Als sich bei Silke eigenartige Veränderungen bemerkbar machen, bringt Rantala sie zurück in die Klinik. Julia fährt unterdessen mit Christine den Weg zurück, den die anderen vermutlich genommen haben. Tatsächlich trifft sie auf Ben, der auf der Suche nach einer Stelle ist, an der er Handyempfang hat. Die Rettung kann nun rasch verständigt werden und die Verletzten ins Johannes-Thal-Klinikum bringen. Dr. Sherbaz versucht mit einer neuartigen Methode das Aneurysma von Silke aufzulösen, was gelingt. Dr. Moreau diagnostiziert bei Klara eine Brustbeinprellung, welche der Auslöser für die Herzprobleme war. Silke kann sich nach ihrer OP momentan nicht mehr an alles erinnern, aber langsam kommt die Erinnerung wieder zurück.
Die jungen Ärzte treffen sich in der Cafeteria mit Leyla Sherbaz zum Wichteln, während Christine und Olli – die heiraten wollen – sich auf dem Weihnachtsmarkt mit Silke, Dominik und Klara treffen. Es scheint, als habe die Familie wieder zusammengefunden.

## Produktion

### Dreharbeiten
Produziert wurde Adventskind im Jahr 2021 in Oberhof und Umgebung sowie in Erfurt. Die Dreharbeiten dauerten vom 9. Februar bis zum 6. März 2021.
Als Produktionsunternehmen fungierte Saxonia Media im Auftrag des MDR Fernsehens und der ARD Degeto. Die Gesamtleitung übernahm Jana Brandt.

### Ausstrahlung
Die Erstausstrahlung des Spielfilms fand am 10. Dezember 2021 auf dem Endlich Freitag im Ersten-Sendeplatz des Ersten statt.

## Besetzung
| Schauspieler      | Rollenname                 | Rolle                                                                           |
| ----------------- | -------------------------- | ------------------------------------------------------------------------------- |
| Mirka Pigulla     | Julia Berger               | Fachärztin der Allgemeinchirurgie                                               |
| Philipp Danne     | Dr. Benjamin „Ben“ Ahlbeck | Facharzt der rekonstruktiven Chirurgie Ehemann von Dr. Leyla Sherbaz            |
| Stefan Ruppe      | Dr. Elias Bähr             | Facharzt der Allgemeinchirurgie                                                 |
| Luan Gummich      | Mikko Rantala              | Assistenzarzt                                                                   |
| Caroline Cousin   | Klara Wegner               | Biathletin Tochter von Silke und Dominik Wegner                                 |
| Julia Malik       | Silke Wegner               | Mutter von Klara, Ehefrau von Dominik Wegner, Schwester von Christine Schremmer |
| Julia Thurnau     | Christine Schremmer        | Schwester von Silke Wegner, Freundin von Olli Neumann                           |
| Jens Atzorn       | Dominik Wegner             | Biathlon-Trainer Vater von Klara, Ehemann von Silke Wegner                      |
| Sanam Afrashteh   | Dr. Leyla Sherbaz          | Oberärztin der Anästhesiologie und Unfallchirurgie Ehefrau von Ben Ahlbeck      |
| Marijam Agischewa | Prof. Dr. Karin Patzelt    | Chefärztin der Chirurgie                                                        |
| Mike Adler        | Dr. Matteo Moreau          | Oberarzt der Plastischen Chirurgie und Handchirurgie                            |
| Dominik Weber     | Olli Neumann               | Freund von Christine Schremmer                                                  |
| Benedikt Dorn     | Weihnachtsmarktsänger      |                                                                                 |

## Rezeption

### Kritik
Die Fernsehzeitschrift Prisma meinte dazu: „Adventskind erzählt eine wenig innovative Geschichte, die auf altbekannte dramatische Wendungen zurückgreift: Dass Elias, Ben und Dominik mit der verletzten Klara mitten im nächtlichen Wald keinen Handyempfang haben, ist eine Tatsache, die man so oder so ähnlich aus zahlreichen Filmdramen kennt.“ und „Immerhin: Die schneebedeckten Hügel im Thüringer Wald versetzen das Publikum in eine wohlig-weihnachtliche Stimmung.“

### Einschaltquote
Die Erstausstrahlung des Serien-Specials in Spielfilmlänge am 11. Dezember 2021 verfolgten 2,99 Millionen Zuschauer. Dies entsprach einem Marktanteil von 10,2 %. In der Zielgruppe der 14- bis 49-jährigen erzielte der Film einen Marktanteil von 7,1 %.